# Biograph (Album)
Biograph ist eine Kompilation von Bob Dylan. Es enthält auf 5 LPs / 3 CDs 53 Lieder, von denen 31 bereits auf Alben veröffentlicht waren, während 22 Stücke entweder Singles, Live-Versionen oder unveröffentlichte Lieder sind. Die Auswahl umfasst die Jahre 1962 bis 1981. Das 42-seitige Booklet enthält seltene Fotos sowie Liner Notes von Cameron Crowe und darin aufschlussreiche Zitate aus Gesprächen Crowes mit Bob Dylan.
Das Album wurde vom Musiklabel Columbia zur Premiere des 24. Aufnahmejahrs von Bob Dylan veröffentlicht. Es war einer der ersten Boxsets, die auch auf CD veröffentlicht wurde.
Can You Please Crawl Out Your Window?, ist einer der 31 Songs, denen der britische Schriftsteller Nick Hornby 2003 sein gleichnamiges Buch widmete.

## Titelliste
Legende: Songtitel (aus Album oder andere Herkunft, Jahr) – Spielzeit
CD 1
1. Lay Lady Lay (Nashville Skyline, 1969) – 3:20
2. Baby, Let Me Follow You Down (Bob Dylan, 1962) – 2:34
3. If Not For You (New Morning, 1970) – 2:40
4. I’ll Be Your Baby Tonight (John Wesley Harding, 1967) – 2:40
5. I’ll Keep It with Mine (unveröffentlicht, 1965) – 3:44
6. The Times They Are a-Changin’ (The Times They Are a-Changin’, 1964) – 3:12
7. Blowin’ in the Wind (The Freewheelin’ Bob Dylan, 1963) – 2:49
8. Masters of War (The Freewheelin’ Bob Dylan, 1963) – 4:30
9. The Lonesome Death of Hattie Carroll (The Times They Are a-Changin’, 1964) – 5:47
10. Percy’s Song (unveröffentlicht, 1963) – 7:30
11. Mixed-up Confusion (Single, 1962) – 2:22
12. Tombstone Blues (Highway 61 Revisited, 1965) – 5:54
13. The Groom’s Still Waiting at the Altar (Single B-Seite, 1981) – 4:03
14. Most Likely You Go Your Way (And I’ll Go Mine) (Before the Flood, 1974) – 3:27
15. Like a Rolling Stone (Highway 61 Revisited, 1965) – 6:09
16. Lay Down Your Weary Tune (unveröffentlicht, 1963) – 4:34
17. Subterranean Homesick Blues (Bringing It All Back Home, 1965) – 2:19
18. I Don’t Believe You (live, unveröffentlichte Version, 1966) – 5:15

CD 2
1. Visions of Johanna (live, unveröffentlichte Version, 1966) – 7:24
2. Every Grain of Sand (Shot of Love, 1981) – 6:09
3. Quinn the Eskimo (Mighty Quinn) (unveröffentlichte Version, 1967) – 2:17
4. Mr. Tambourine Man (Bringing It All Back Home, 1965) – 5:29
5. Dear Landlord (John Wesley Harding, 1967) – 3:18
6. It Ain’t Me, Babe (Another Side of Bob Dylan, 1964) – 3:29
7. You Angel You (Planet Waves, 1973) – 2:59
8. Million Dollar Bash (The Basement Tapes, 1975) – 2:33
9. To Ramona (Another Side of Bob Dylan, 1964) – 3:54
10. You’re a Big Girl Now (unveröffentlichte Version, 1974) – 4:20
11. Abandoned Love (unveröffentlicht, 1975) – 4:29
12. Tangled Up in Blue (Blood on the Tracks, 1975) – 5:39
13. It’s All Over Now, Baby Blue (live, unveröffentlichte Version, 1966) – 5:40
14. Can You Please Crawl Out Your Window? (Single, 1965) – 3:30
15. Positively 4th Street (Single, 1965) – 3:54
16. Isis (live, unveröffentlichte Version, 1975) – 5:17
17. Jet Pilot (unveröffentlicht, 1965) – 0:51

CD 3
1. Caribbean Wind (unveröffentlicht, 1981) – 5:52
2. Up to Me (unveröffentlichte Version, 1974) – 6:16
3. Baby, I’m in the Mood for You (unveröffentlicht, 1962) – 2:57
4. I Wanna Be Your Lover (unveröffentlicht, 1965) – 3:26
5. I Want You (Blonde on Blonde, 1966) – 3:05
6. Heart of Mine (live, unveröffentlichte Version, 1981) – 3:40
7. On a Night Like This (Planet Waves, 1973) – 2:52
8. Just Like a Woman (Blonde on Blonde, 1966) – 4:50
9. Romance in Durango (live, unveröffentlichte Version, 1975) – 4:44
10. Señor (Tales of Yankee Power) (Street Legal, 1978) – 5:43
11. Gotta Serve Somebody (Slow Train Coming, 1979) – 5:23
12. I Believe in You (Slow Train Coming, 1979) – 5:03
13. Time Passes Slowly (New Morning, 1970) – 2:37
14. I Shall Be Released (Greatest Hits Vol. 2, 1971) – 3:03
15. Knockin’ on Heaven’s Door (Pat Garrett & Billy the Kid, 1973) – 2:33
16. All Along the Watchtower (Before the Flood, 1974) – 3:00
17. Solid Rock (Saved, 1980) – 3:57
18. Forever Young (unveröffentlichte Version, 1973) – 1:59

Alle Lieder wurden von Bob Dylan geschrieben, außer Baby, Let Me Follow You Down (Rev. G. Davis) sowie Isis und Romance in Durango (beide: Bob Dylan/Jacques Levy).

### Zu den Erstveröffentlichungen
- I’ll Keep It with Mine – Dylan solo am Piano, eine Demo-Version, bestimmt vermutlich für Judy Collins, die den Song 1965 als Single herausbrachte; die auf Biograph veröffentlichte Version wurde aufgenommen am 13. Januar 1965 während der Sessions zu Bringing It All Back Home in den Columbia Recording Studios in New York; eine spätere Probe des Songs mit Band-Begleitung aus Januar 1966 wurde auf The Bootleg Series Vol. 1–3 veröffentlicht.
- Percy’s Song – basierend auf der Melodie eines Songs von Paul Clayton; aufgenommen am 23. Oktober 1963 in den Columbia Recording Studios in New York; die erste Coverversion des Songs stammt von Fairport Convention, veröffentlicht auf ihrem 1969er Album Unhalfbricking.
- Lay Down Your Weary Tune – aufgenommen am 24. Oktober 1963; Outtake der Sessions zu The Times They Are a-Changin’; mit diesem Song endet der Martin-Scorsese-Film No Direction Home – Bob Dylan.
- I Don’t Believe You (She Acts Like We Never Have Met) – ein Song vom 1964er Album Another Side of Bob Dylan, hier in einer Live-Version, begleitet von Musikern von The Band sowie Mickey Jones am Schlagzeug, vom 6. Mai 1966 in Belfast.
- Visions of Johanna – das Studioalbum Blonde on Blonde, auf dem Visions of Johanna enthalten war, erschien erst nach der England-Tournee, bei der der Song bereits regelmäßig in der ersten Konzert-Hälfte solo von Dylan gespielt wurde; die Live-Aufnahme auf Biograph stammt aus dem Konzert am 26. Mai 1966 in der Londoner Royal Albert Hall.
- Quinn the Eskimo (The Mighty Quinn) – eine Aufnahme der sogenannten Basement Tapes aus 1967; auf dem 1970er Album Self Portrait war eine ein Jahr zuvor beim Konzert auf der Isle of Wight entstandene Live-Version des Songs enthalten; bei der 1975 erschienenen Auswahl aus den Basement Tapes war Quinn the Eskimo nicht berücksichtigt worden.
- You’re a Big Girl Now – einer der Songs auf Blood on the Tracks, die Dylan kurz vor der bereits geplanten Veröffentlichung des Albums Ende 1974 in Minneapolis neu einspielte; hier auf Biograph: eine frühe Version des Songs, aufgenommen bei den Sessions im September 1974 in New York, bei der Dylan begleitet wird von Tony Brown (Bass), Paul Griffin (Orgel) und Buddy Cage (Steel Guitar).
- Abandoned Love – Outtake der Sessions zum Desire-Album; aufgenommen am 14. Juli 1975 in den Columbia Recording Studios in New York.
- It’s All Over Now, Baby Blue – eine weitere Aufnahme aus der 1966er England-Tournee, in diesem Fall aus dem Konzert vom 17. Mai 1966 in der Manchester Free Trade Hall, das später komplett als Volume 4 von Dylans Bootleg Series veröffentlicht wurde.
- Isis – Live-Aufnahme aus dem Konzert der Rolling Thunder Revue am 4. Dezember 1975 in Montreal.
- Jet Pilot – 50 Sekunden einer Probe dieses nicht realisierten Songs, entstanden während der ersten Aufnahme-Session für Blonde on Blonde.
- Caribbean Wind – Outtake der Sessions zum Album Shot of Love, aufgenommen am 30. April 1981 im Clover Recorders Studio in Los Angeles.
- Up to Me – Outtake der Sessions zum Album Blood on the Tracks, aufgenommen am 19. September 1974 in den A & R Studios in New York.
- Baby, I’m in the Mood for You – Outtake der Sessions zum Album The Freewheelin’ Bob Dylan, aufgenommen am 9. Juli 1962 in den Columbia Studios in New York.
- I Wanna Be Your Lover – entstanden in derselben Session wie Jet Pilot, am 5. Oktober 1965 in den Columbia Recording Studios in New York; Dylan wurde bei beiden Songs begleitet von den Musikern von The Band.
- Heart of Mine – Live-Version dieses Songs vom Album Shot of Love, aufgenommen am 10. November 1981 im Saenger Theater in New Orleans; zur Band gehörten damals u. a. Al Kooper (an den Keyboards) und Jim Keltner (am Schlagzeug).
- Romance in Durango – Live-Aufnahme aus demselben Rolling-Thunder-Revue-Konzert wie Isis (s. o.).
- Forever Young – Demo-Version (Dylan, solo: Gesang und Gitarre) dieses Songs, der im Januar 1974 in zwei Fassungen auf dem Album Planet Waves erschien, aus dem Juni 1973.[2]

## Kommerzieller Erfolg

### Chartplatzierungen
| ChartsChartplatzierungen       | Höchstplatzierung | Wochen |
| ------------------------------ | ----------------- | ------ |
| Vereinigte Staaten (Billboard) | 33 (22 Wo.)       | 22     |

### Auszeichnungen für Musikverkäufe
| Land/Region                  | Auszeichnungen für Musikverkäufe (Land/Region, Auszeichnung, Verkäufe) | Verkäufe  |
| ---------------------------- | ---------------------------------------------------------------------- | --------- |
| Vereinigte Staaten (RIAA)    | Platin                                                                 | 1.000.000 |
| Vereinigtes Königreich (BPI) | Silber                                                                 | 60.000    |
| Insgesamt                    | 1× Silber · 1× Platin ·                                                | 1.060.000 |

Hauptartikel: Bob Dylan/Auszeichnungen für Musikverkäufe